# Peter Ochs

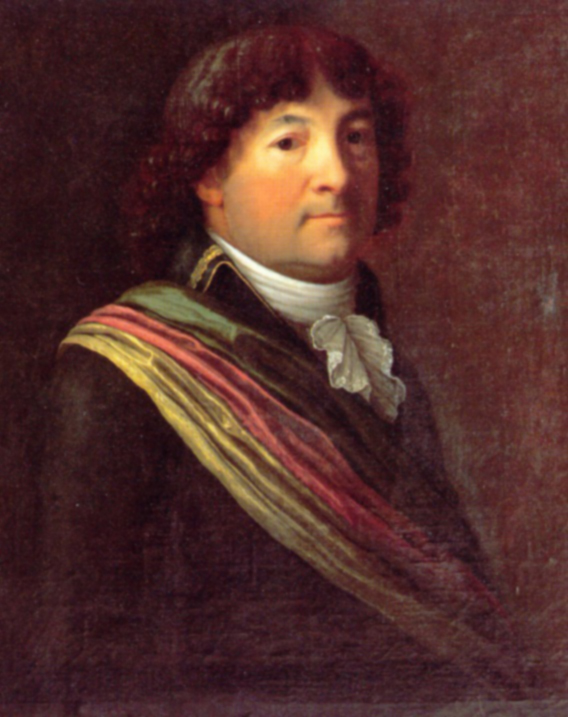
Peter Ochs als helvetischer Direktor

Peter Ochs (* 20. August 1752 in Nantes; † 19. Juni 1821 in Basel) war ein Schweizer Politiker, Jurist, Historiker und Schriftsteller.

## Leben und Werk
Peter Ochs wurde am 20. August 1752 im französischen Nantes als Kind von Albert Ochs, einem bekannten Basler Grosskaufmann, und Louise His geboren.
Nach einer Handelslehre bei seinem Grossvater und Vater in Hamburg studierte Ochs Rechtswissenschaften an den Universitäten Basel und Leiden. 1776 beendete er das Studium mit der Promotion zum Dr. iur. 1779 heiratete Ochs Salome Vischer.
1782 wurde er als Nachfolger des Aufklärers Isaak Iselin zum Ratsschreiber in Basel ernannt. 1787 wurde er zum ersten Statthalter der neu gegründeten Allgemeinen Lesegesellschaft Basel bestimmt. 1790 erlangte er das Amt des Stadtschreibers und weilte danach mehrfach als Gesandter Basels in Paris. Sein Schulfreund aus Hamburg Charles-François Dumouriez war ab 1792 französischer Aussenminister, und er führte regen Briefwechsel mit französischen Diplomaten in der Schweiz. 1795 trat er bei den Verhandlungen zum Frieden von Basel zwischen Preussen und Frankreich als Vermittler auf. 1796 erlangte er das Amt des Oberstzunftmeisters.

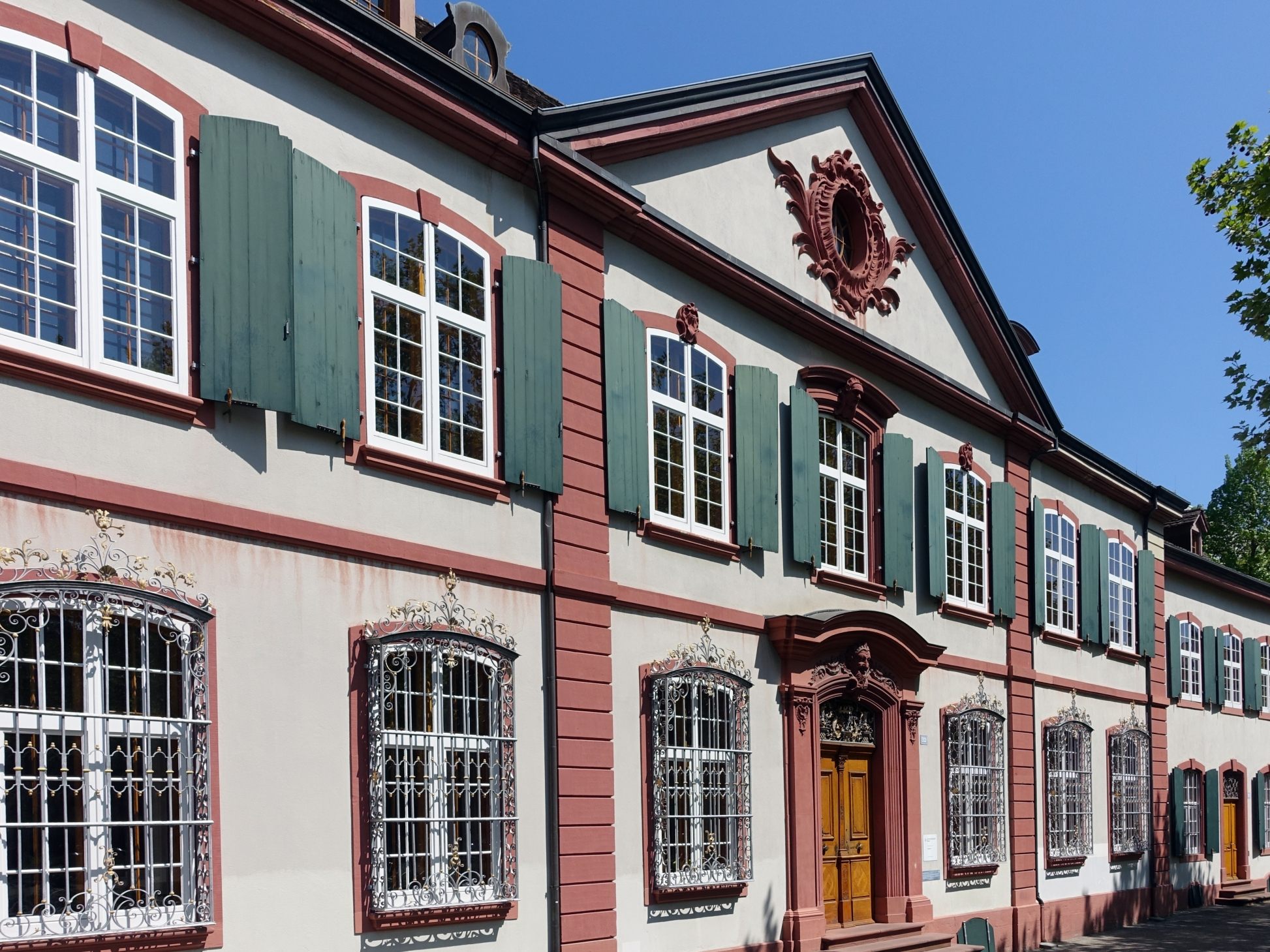
Holsteinerhof in Basel

Als Liberaler und dezidierter Vertreter der Aufklärung wurde Peter Ochs im Dezember 1797 vom französischen Direktorium damit beauftragt, eine neue Verfassung für die Schweiz auszuarbeiten. Sein Entwurf für eine Helvetische Republik sah vor, die Alte Eidgenossenschaft nach französischem Vorbild von einem lockeren Staatenbund in einen Zentralstaat umzuwandeln, wobei die Kantone zu Verwaltungseinheiten degradiert wurden. Nachdem französische Truppen beim Franzoseneinfall im Frühjahr 1798 eidgenössische Gebiete besetzt hatten, proklamierte Peter Ochs am 12. April 1798 vom Balkon des Aarauer Rathauses die Helvetische Republik. Sie war als «Schwesterrepublik» eng an die Französische Republik gebunden.
Seine politischen Gegner griffen Ochs hart an und betitelten seinen Verfassungsentwurf, der die Grundlage der neuen Verfassung abgab, als «Ochsenbüchlein». Diese Anfeindungen führten dazu, dass Ochs bei den Wahlen ins Helvetische Direktorium übergangen wurde und erst im Sommer 1798 auf Druck der Franzosen in die helvetische Regierung eintreten konnte.
1799 wurde er von Frédéric-César de la Harpe aus dem Amt gedrängt. Nach dem Erlass der Mediationsverfassung durch Napoleon 1803 konnte er seine politische Tätigkeit im Kanton Basel wieder aufnehmen. Er blieb auch in der Restaurationszeit nach dem endgültigen Sturz Napoleons 1815 ein wichtiger Exponent des politischen Lebens seiner Vaterstadt und engagierte sich namentlich im Bildungswesen. In konservativen Kreisen blieb er jedoch verfemt. Seine Söhne Fritz und Eduard legten bei ihrer Verheiratung ihren in Misskredit geratenen Familiennamen ab und nahmen denjenigen des berühmten Grossvaters His aus Hamburg an. Unter diesem Namen lebt das Geschlecht des Peter Ochs in der Stadt Basel bis zum heutigen Tage fort.
Von 1780 bis 1800 war Peter Ochs Besitzer des Holsteinerhofes an der Hebelstrasse 32 in Basel. Er schrieb auch Dramen und Opernlibretti, denen jedoch der Erfolg verwehrt blieb, und er ist Autor einer achtbändigen Geschichte der Stadt und Landschaft Basel, erschienen zwischen 1786 und 1822, die über 50 Jahre lang, für gewisse Epochen sogar noch wesentlich länger, das Standardwerk blieb und auch heute noch gelegentlich konsultiert wird. Im Nachlass von Peter Ochs befand sich ein Bücherverzeichnis seiner eigenen Bibliothek. Die umfasste 632 Nummern mit über 1500 Bänden.

## Ehrungen
- 1922 erhielt im Quartier Bruderholz der Stadt Basel eine neu angelegte Strasse den Namen Peter-Ochs-Strasse.
- 1989 wurde auf Initiative von Markus Kutter eine Peter-Ochs-Gesellschaft gegründet, welche sich bis zu ihrer Auflösung mit dem Leben und der Person Peter Ochs’ beschäftigte. So konnte 1992 eine umfangreiche Biographie herausgebracht werden.